# Ham-Nord
Ham-Nord är en kommun i provinsen Québec av typen kanton (municipalité de canton) i provinsen Québec i Kanada. Den ligger i regionen Centre-du-Québec, i den sydöstra delen av landet, 300 km öster om huvudstaden Ottawa. Antalet invånare var 857 vid folkräkningen 2021. Landarean är 104 kvadratkilometer.